# Place du Congrès (Ljubljana)
La place du Congrès (Kongresni trg, en slovène) est l'une des places principales de Ljubljana, capitale de la Slovénie.

## Situation
La place se situe sur la rive gauche de la Ljubljanica. Elle est bordée sur le côté ouest par l'avenue de Slovénie (Slovenska cesta), principale avenue de la ville.

## Histoire
La place a été construite en 1821 à l'emplacement d'un couvent de capucins, au moment même où se tenait dans la ville le Congrès de Laybach. Son nom fait référence à ce Congrès ; il a été le nom de la place de 1821 à 1945 ; de 1945 à 1974, la place s'est appelée place de la Révolution (Trg revolucije), puis, de 1974 à 1991, place de la Libération (Trg osvoboditve), avant de reprendre son premier nom lors de l'indépendance de la Slovénie (1991).
La place a été le théâtre d'événements importants dans l'histoire de la nation slovène (proclamation de l'indépendance par rapport à l'empire austro-hongrois le 29 octobre 1918 ; manifestations conduisant à la proclamation de l'indépendance de la Slovénie du 25 juin 1991).

## Description
La place du Congrès a une forme rectangulaire, les grands côtés étant orientés est-ouest. Elle est occupée au centre par un square (parc Zvezda) parcouru de grandes allées qui se croisent au centre, séparant des pelouses plantées de grands arbres.
Sur le côté ouest du square se dresse une réplique en bronze doré de la statue dite du Citoyen d'Emona, appelée aussi Emonec, œuvre de l'architecte slovène Anton Bitenc (sl) (1920-1977). Cette statue, dont l'original, découvert en 1836, se trouve au Musée national de Slovénie, est devenue une sorte de symbole de l'origine romaine de Ljubljana.
Dans le parc Zvezda, on peut voir aussi une ancre monumentale sur un soubassement de pierre. Érigée en 1954, elle rappelle que la Slovénie a retrouvé l'accès direct à la mer, avec le partage du Territoire libre de Trieste (5 octobre 1954). Un kiosque à musique se trouve à l'extrémité orientale du parc, en face de l'immeuble de la Société slovène.
Un parking municipal souterrain sur cinq niveaux a été ouvert en 2011 sous la place, pour remplacer le parking de surface qui occupait le côté sud avant la création de l'esplanade actuelle.

### Bâtiments remarquables
Côté nord
- Bâtiment du Casino, qui abrite aujourd'hui les Archives de Slovénie et l'institut d'histoire moderne.

Côté est
- Immeuble de la Société slovène (en)[5] (Slovenska matica). Une grande librairie occupe le rez-de-chaussée.
- Salle de la Philharmonie slovène.

Côté sud
- Siège de l'université de Ljubljana (rectorat).

Côté ouest
- Église de la Trinité (it). Église baroque du XVIIIe siècle, dépendant alors du couvent des Ursulines.

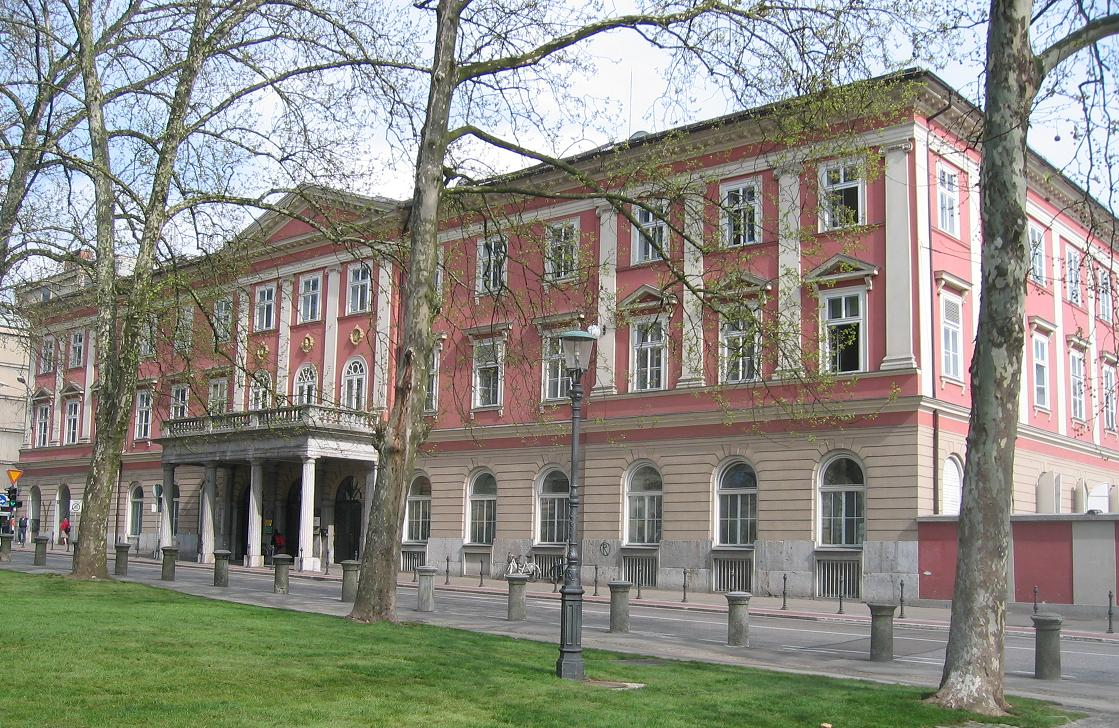
Bâtiment du Casino.
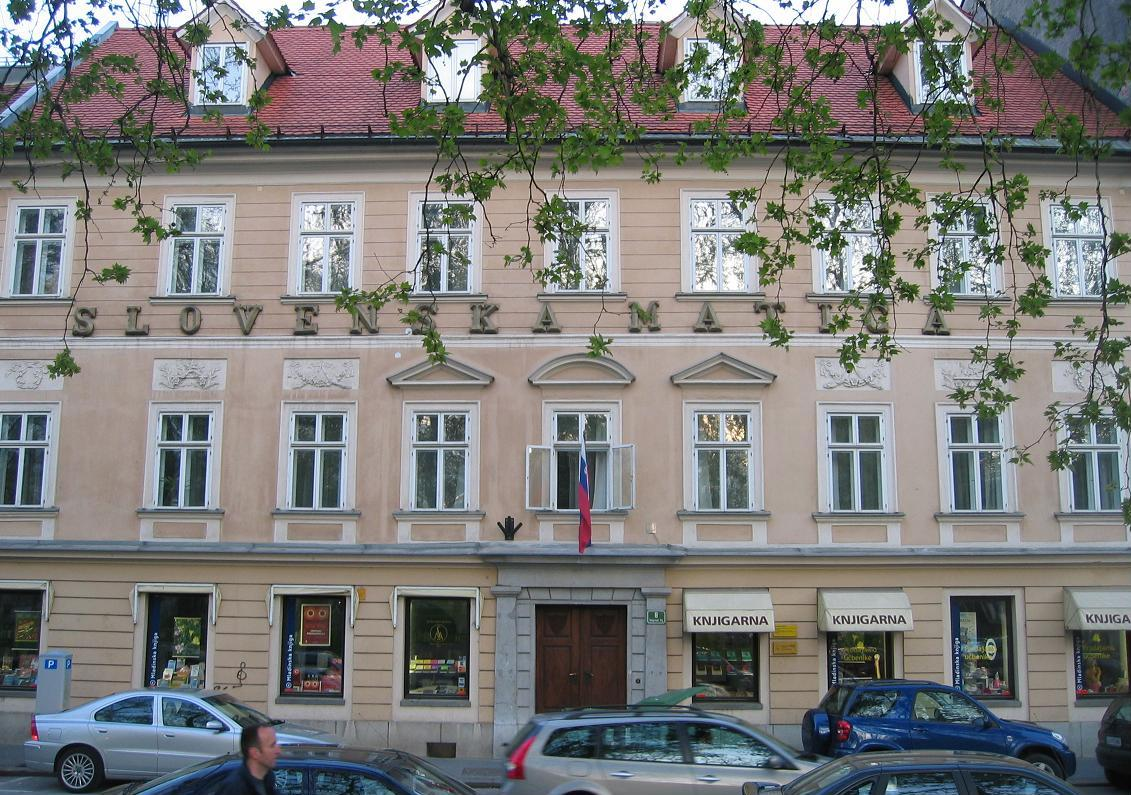
Immeuble de la Société slovène.
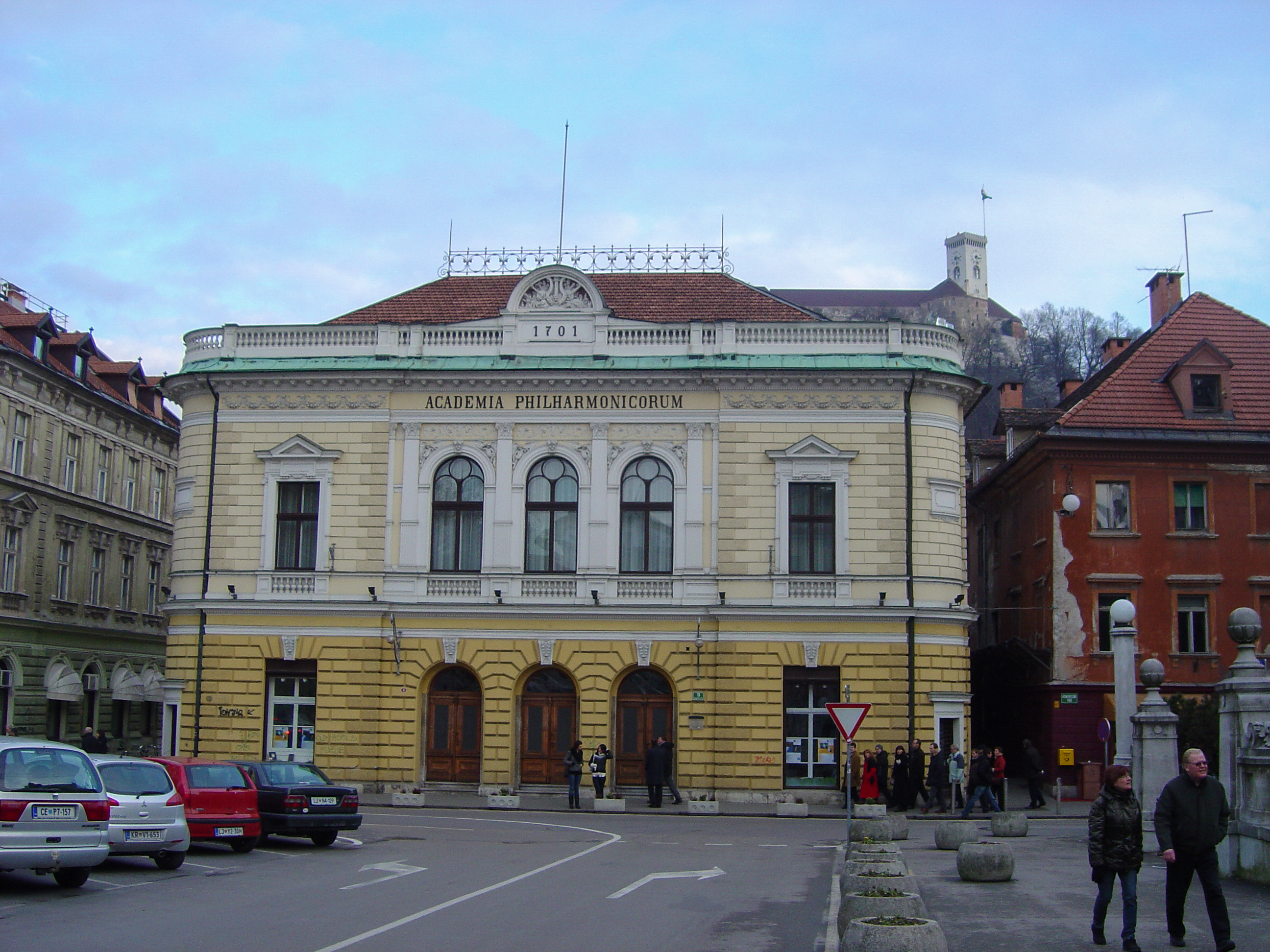
Salle de la Philharmonie.
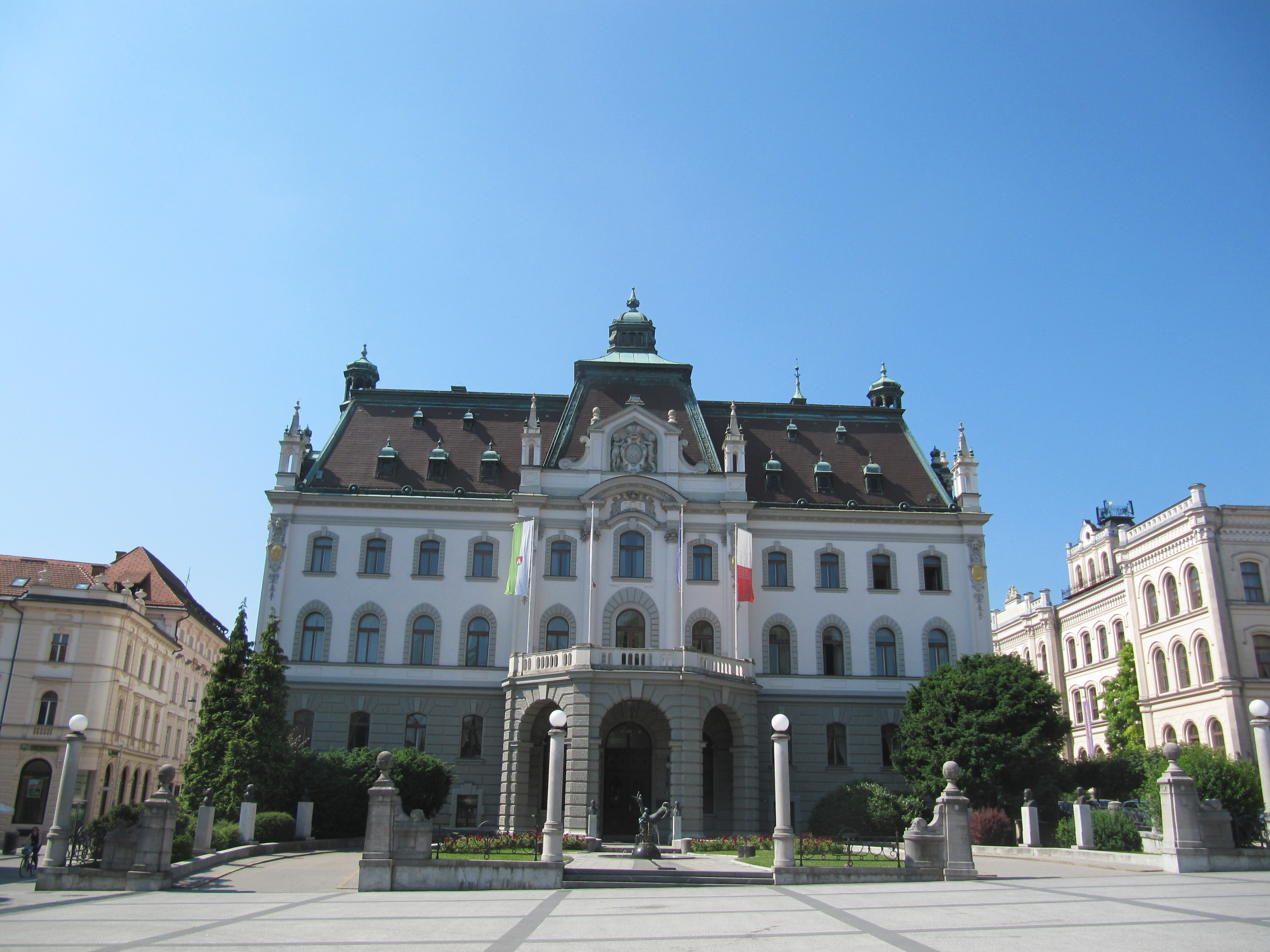
Rectorat de l'université de Ljubljana.
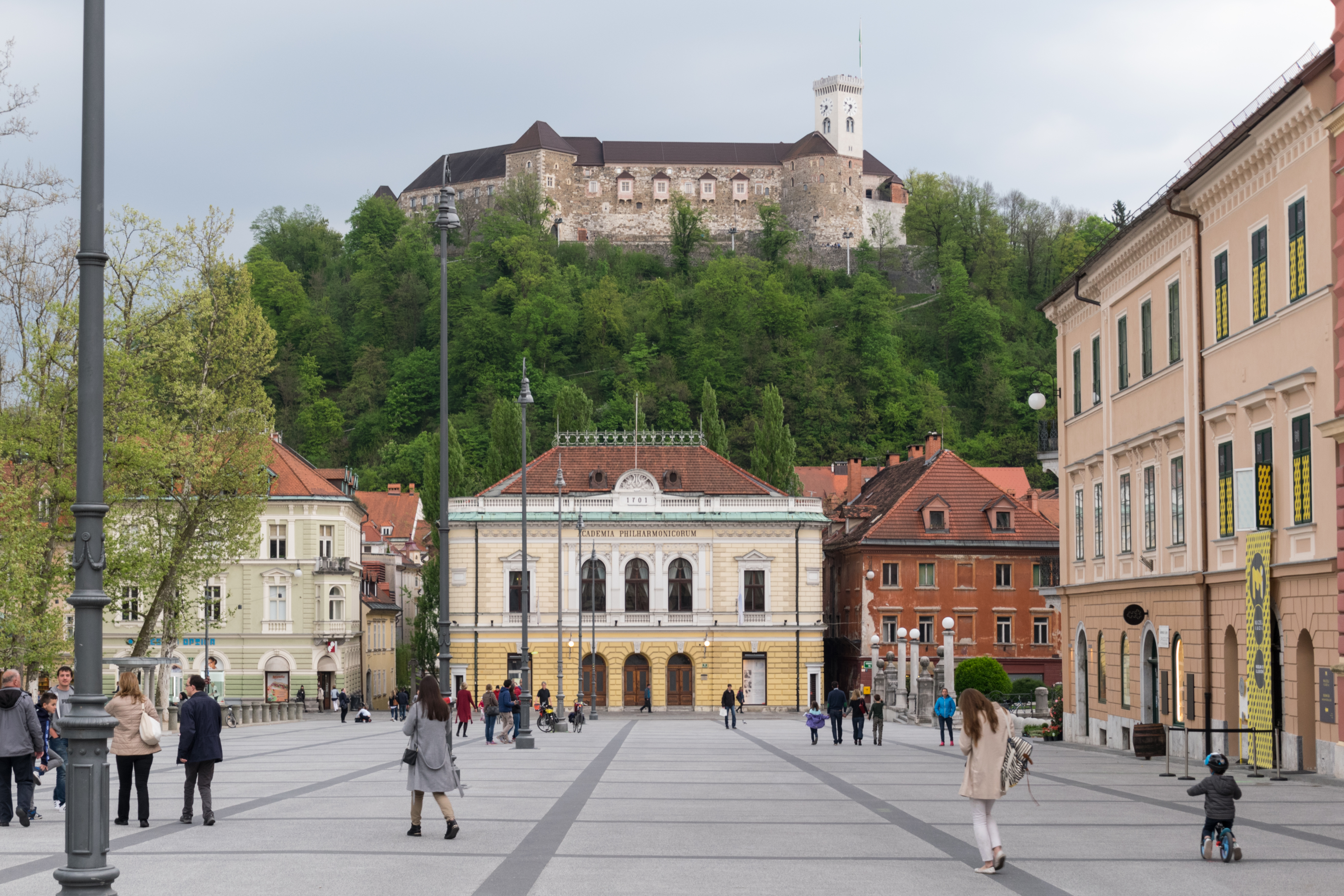
Côté sud de la place, vu vers l'est ; au fond, le bâtiment de la Philharmonie et, au-delà, le château de Ljubljana ; à gauche commence le square central.
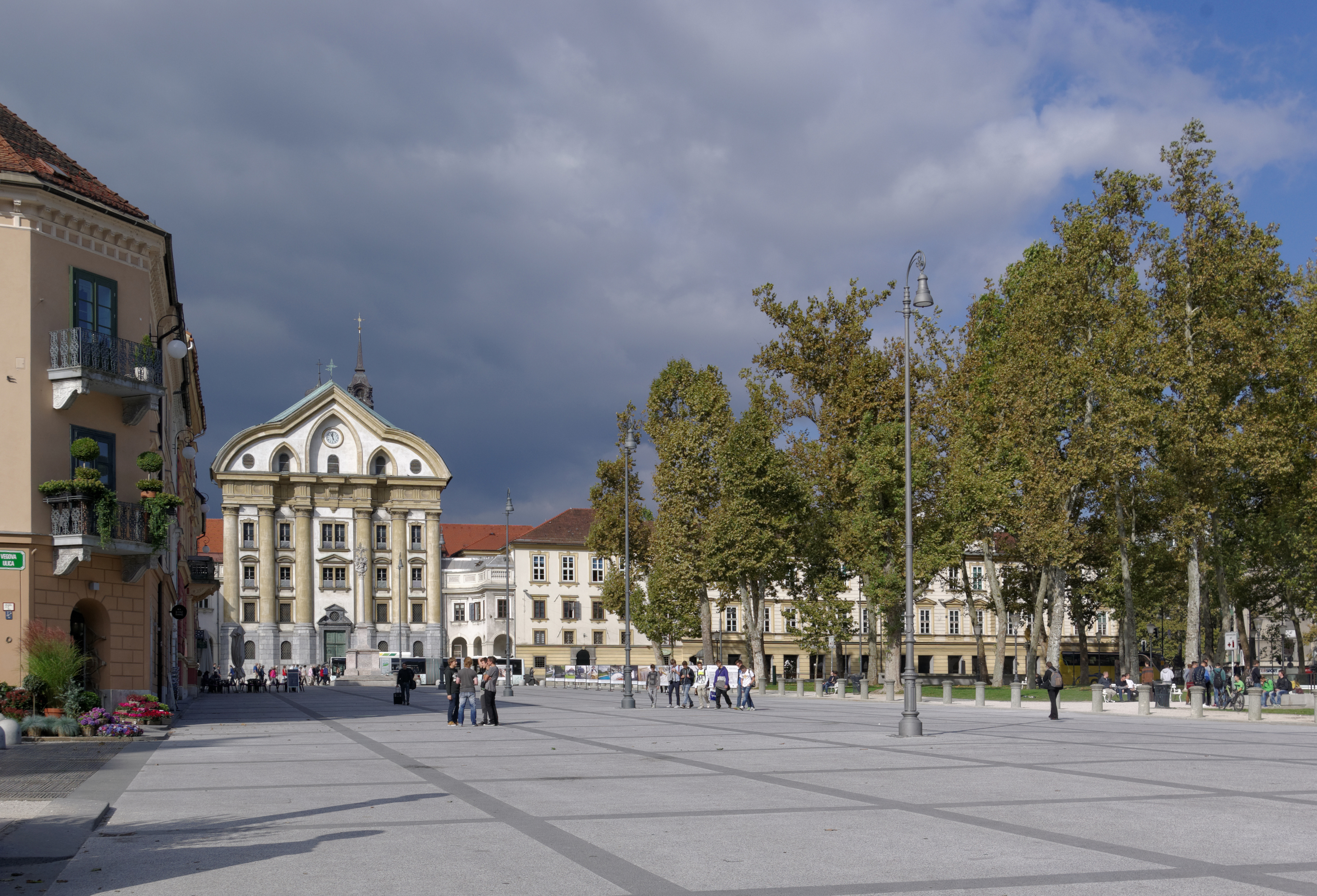
Côté sud de la place, vu vers l'ouest ; au fond, façade de l'église de la Trinité.
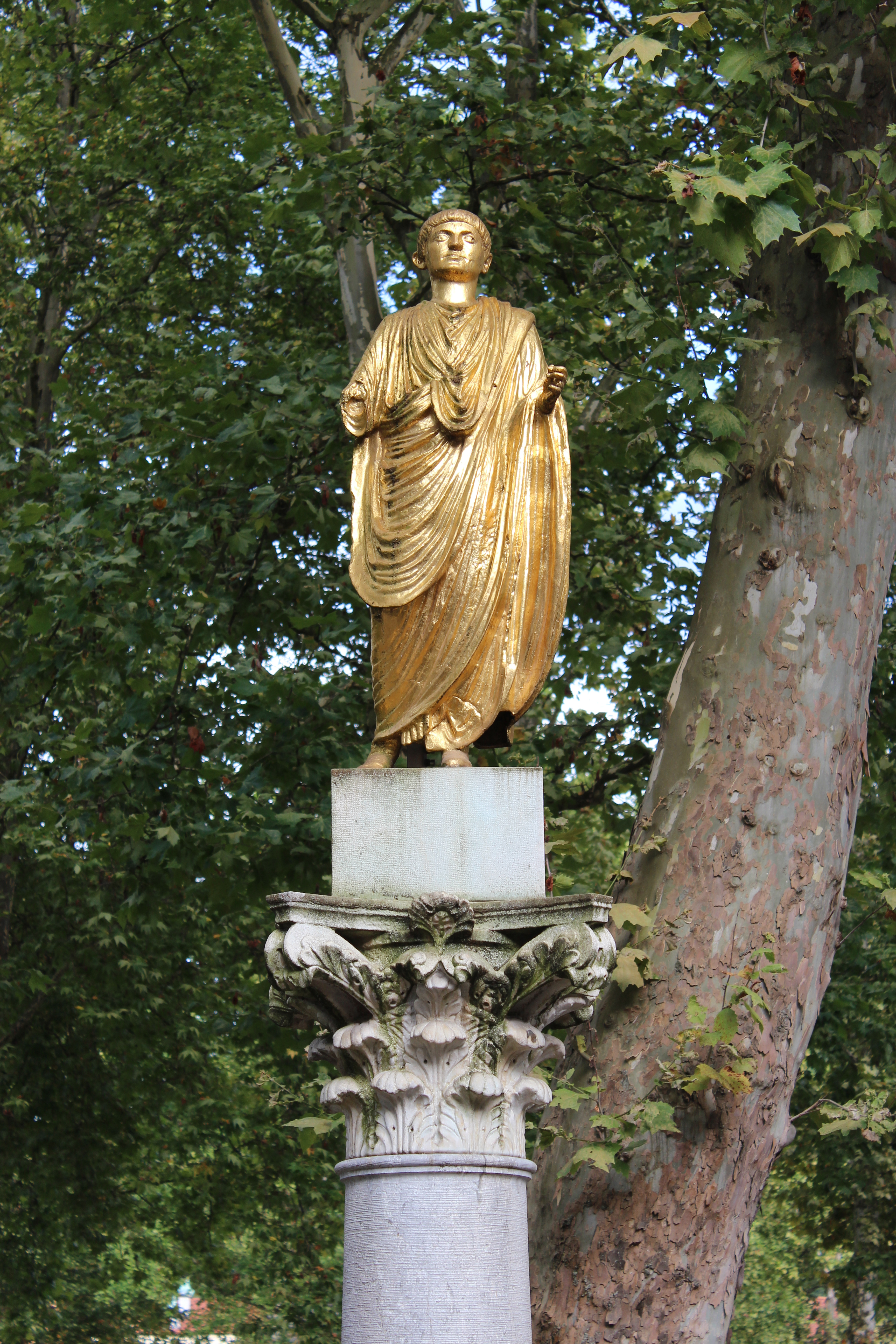
Réplique de la statue du Citoyen d'Emona ou Emonec.
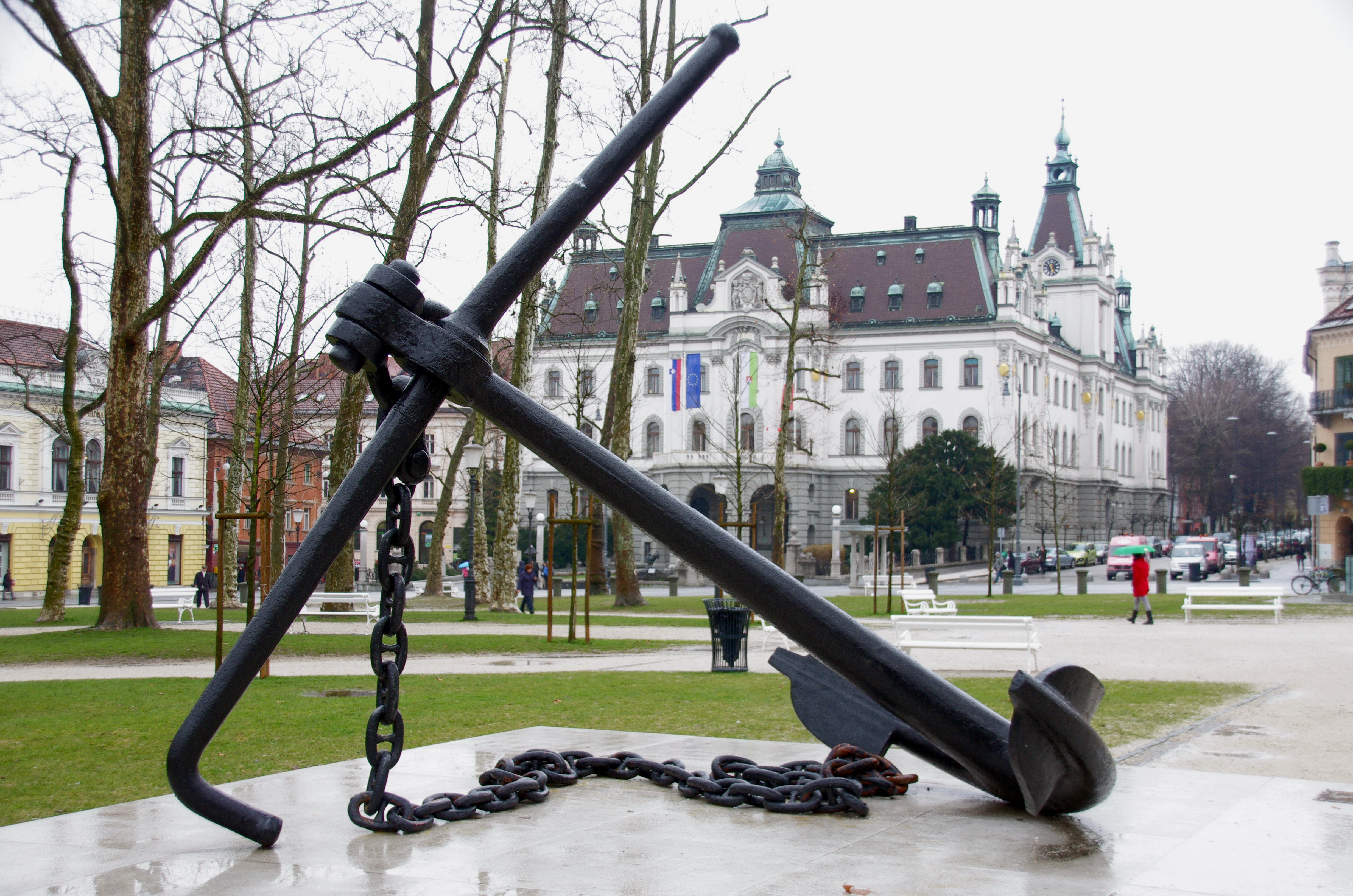
L'Ancre. Au fond, le siège de l'université.
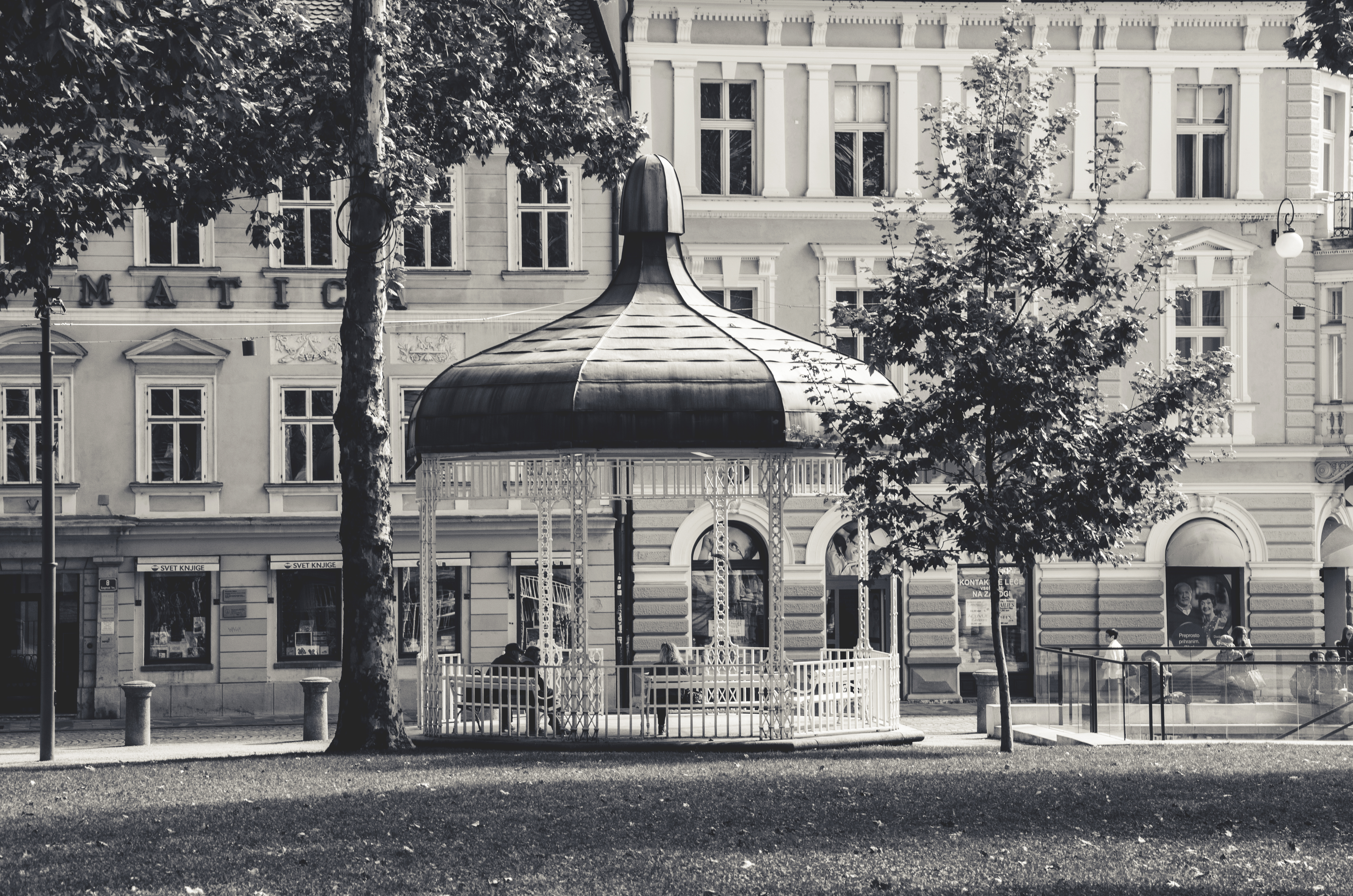
Le kiosque à musique, devant l'immeuble de la Société slovène.